# Prälatur Ulm
Die Prälatur Ulm, auch „Sprengel Ulm“ genannt, ist eine von vier Prälaturen der Evangelischen Landeskirche in Württemberg mit Sitz in Ulm. Im Gegensatz zum Kirchenbezirk, welcher eine Körperschaft des öffentlichen Rechts ist, hat die Prälatur keine Rechtspersönlichkeit. Es handelt sich lediglich um einen kirchlichen Verwaltungsbezirk. Die Leitung der Prälatur obliegt dem (männlichen oder weiblichen) Prälaten, der auch als „Regionalbischof“ bezeichnet wird. Damit kommt zum Ausdruck, dass der Prälat ein Mitglied der Kirchenleitung und zugleich landeskirchliche Führungskraft ist.

## Aufgaben
Der Prälat hat die Aufgabe, die Dekane in seiner Prälatur zu visitieren. Er ist aber auch in der Seelsorge unter den Pfarrerinnen und Pfarrern tätig und wirkt bei der Wiederbesetzung der Gemeindepfarrstellen mit. Er ist Mitglied im Kollegium des Oberkirchenrats.

## Gebiet
Die Prälatur Ulm umfasst einen relativ schmalen Gebietsstreifen im Osten der Evangelischen Landeskirche in Württemberg an der Grenze zu Bayern, also das Gebiet von Aalen im Norden bis zum Bodensee im Süden. Im Wesentlichen handelt es sich dabei um die Region Ostwürttemberg, den Landkreis Göppingen, den baden-württembergischen Teil der Region Donau-Iller und den Großteil des Regionalverbands Bodensee-Oberschwaben soweit deren Gebiete nicht zur Evangelischen Landeskirche in Baden gehören. Zu ihr zählen die Kirchenbezirke Aalen, Biberach, Blaubeuren, Geislingen-Göppingen, Heidenheim, Ravensburg, Schwäbisch Gmünd und Ulm. Bis zu seiner Auflösung am 1. Januar 1978 gehörte auch der Kirchenbezirk Welzheim zur Prälatur Ulm.
Die Kirchenbezirke Aalen und Schwäbisch Gmünd planen zum 1. Januar 2026 die Fusion zum Kirchenbezirk Ostalb.

## Geschichte

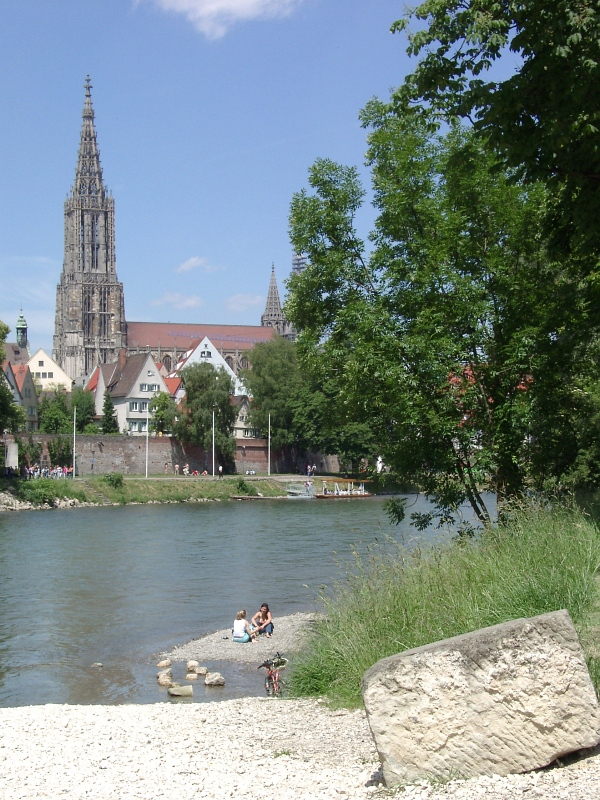
Das Ulmer Münster mit der Donau von Neu-Ulm her gesehen

Die Prälaturen gehen zurück auf die früheren Generalsuperintendenturen (auch Generalate) in Württemberg. Diese wurden schon bald nach Einführung der Reformation an den Standorten der ehemaligen Klöster (Adelberg, Bebenhausen, Denkendorf und Maulbronn) eingesetzt. An der Spitze stand jeweils ein dem Propst der Stiftskirche Stuttgart unterstehender Generalsuperintendent. Das Amt des Generalsuperintendenten war jedoch meist nicht mit dem jeweiligen Klostersitz verbunden, vielmehr trug der Verwaltungsbezirk lediglich deren Bezeichnung. Im Laufe Geschichte wurden die Bezeichnungen der Generalsuperintendenturen mehrmals verändert.
Ulm gehörte als Freie Reichsstadt bis 1810 nicht zu Württemberg. Erst seit 1810 gibt es daher eine Generalsuperintendentur Ulm. 1924 wurden aus den Generalsuperintendenturen die Prälaturen. Das Gebiet der Prälatur Ulm veränderte sich mehrmals.
Hauptkirche der Prälatur Ulm ist das Ulmer Münster, in welchem der Prälat auch regelmäßig Gottesdienste hält. Der Prälat hat dabei das im Ulmer Münster seit 1398 bestehende traditionsreiche Amt der Prädikatur inne. Dieses Amt verpflichtet seinen Inhaber zu ganz besonders qualifizierter Predigt im Gottesdienst.

## Generalsuperintendenten und Prälaten seit 1810
- 1810–1827: Johann Christoph von Schmid (1756–1827)
- 1828–1842: Karl Christian von Flatt (1772–1843)
- 1843–1851: Christian Nathanael von Osiander (1781–1855)
- 1851–1868: Albert von Hauber (1806–1883)
- 1868–1870: Ludwig von Weitzel (1808–1870)
- 1871–1883: Paul Friedrich von Lang (1815–1893)
- 1884–1897: Karl von Lechler (1820–1903)
- 1897–1900: Gottlieb Friedrich von Weitbrecht (1840–1911)
- 1901–1911: Emil von Demmler (1843–1922)
- 1912–1927: Heinrich von Planck (1851–1932)
- 1927–1937: Konrad Hoffmann (1867–1959); vom 9. Oktober bis 19. November 1934 wurde Karl Steger (1889–1954) kommissarisch durch die DC eingesetzt
- 1937–1951: Walther Buder (1878–1961)
- 1951–1962: Erich Eichele (1904–1985)
- 1962–1969: Hermann Riess (1914–1990)
- 1969–1975: Friedrich Epting (1910–1983)
- 1976–1979: Hans von Keler (1925–2016)
- 1979–1989: Helmut Aichelin (1924–1993)
- 1989–1995: Rolf Scheffbuch (1931–2012)
- 1995–2001: Gerhard Maier (* 1937)
- 2001–2025: Gabriele Wulz (* 1959)